# C6 (tomba)
C6: fa parte di una serie di 15 Tombe dei Nobili site nell’area della necropoli di Sheikh Abd el-Qurna di cui è archeologicamente nota l’esistenza, e di cui si hanno notizie sul titolare e sulla struttura, ma di cui si è persa la localizzazione. La necropoli di Dra Abu el-Naga fa parte della più vasta Necropoli Tebana, sulla sponda occidentale del Nilo dinanzi alla città di Luxor, in Egitto. Destinata a sepolture di nobili e funzionari connessi alle case regnanti, specie del Nuovo Regno, l'area venne sfruttata, come necropoli, fin dall'Antico Regno e, successivamente, sino al periodo Saitico (con la XXVI dinastia) e Tolemaico.

## Titolare
C6 era la tomba di:
| Titolare | Titolo                                                      | Necropoli                       | Dinastia/Periodo             | Note                                                                      |
| -------- | ----------------------------------------------------------- | ------------------------------- | ---------------------------- | ------------------------------------------------------------------------- |
| Ipy      | Sovrintendente delle navi di Amon nel tempio di Thutmosi IV | Sheikh Abd el-Qurna, in pianura | XVIII dinastia (Thutmosi IV) | a est della TT343 (ubicazione così indicata da Jean-François Champollion) |

## Biografia
Tuy fu il nome della madre, Mer(t)seger quello della moglie. Denreg e Piay i nomi di due figli.

## La tomba
Si ha notizia di un'anticamera in cui erano rappresentati il defunto e la moglie seguiti dal figlio Denreg, Primo Profeta di Monthu, da sua moglie Thepu e da quattro figli con offerte. In due registri sovrapposti il defunto dinanzi a Thutmosi IV e il defunto e la moglie seduti; su altra parete scena di banchetto; alcuni bambini e tre figlie offrono mazzi di fiori al defunto e alla moglie in presenza di un complesso musicale femminile (arpa, liuto e doppio flauto); i figli Denreg e Piay, Primo profeta di Thutmosi IV, assistono alla scena con i loro aiutanti. In una camera più interna testi di offertorio con i titoli del defunto e dei figli Piay e Denreg; probabilmente il defunto su una barca e scene del traino del sarcofago a cura di alcuni buoi. Sul muro di fondo tre statue (di cui non esiste descrizione).

### Annotazioni
1. ↑  La planimetria non è in scala e ha valore esclusivamente di visione d'insieme; l'ubicazione delle singole tombe non è topograficamente esatta, ma vuole visualizzare la concentrazione delle sepolture, nonché il "disordine" con cui le stesse sono state classificate.
2. ↑  I campi della Duat, ovvero l'aldilà egizio, si trovavano, secondo le credenze, proprio sulla riva occidentale del grande fiume.
3. ↑  Nella sua epoca di utilizzo, l'area era nota come "Quella di fronte al suo Signore" (con riferimento alla riva orientale, dove si trovavano le strutture dei Palazzi di residenza dei re e i templi dei principali dei) o, più semplicemente, "Occidente di Tebe".
4. ↑  Le Tombe dei Nobili, benché raggruppate in un'unica area, sono di fatto distribuite su più necropoli distinte.

### Fonti
1. ↑  Porter e Moss 1927, revisione 1970 pp. 447-454.
2. ↑  Donadoni 1999,  p. 115.
3. ↑  Porter e Moss 1927, revisione 1970 p. 458.
4. ↑  Porter e Moss 1927, revisione 1970 pp. 458-459.